# Менестіря-Хуморулуй
Менестіря-Хуморулуй (рум. Mănăstirea Humorului) — село у повіті Сучава в Румунії. Входить до складу комуни Менестіря-Хуморулуй.
Село розташоване на відстані 351 км на північ від Бухареста, 30 км на захід від Сучави, 139 км на захід від Ясс.

## Населення
За даними перепису населення 2002 року у селі проживали 2378 осіб.
Національний склад населення села:
| Національність | Кількість осіб | Відсоток |
| -------------- | -------------- | -------- |
| румуни         | 2371           | 99,7%    |
| поляки         | 6              | 0,3%     |

Рідною мовою назвали:
| Мова      | Кількість осіб | Відсоток |
| --------- | -------------- | -------- |
| румунська | 2372           | 99,7%    |
| польська  | 6              | 0,3%     |